# Батерфилд (Тексас)
Батерфилд (енгл. Butterfield) насељено је место без административног статуса у америчкој савезној држави Тексас.

## Демографија
По попису из 2010. године број становника је 114, што је 53 (86,9%) становника више него 2000. године.
| Група             | 2000.      | 2010.       |
| Белци             | 11 (18,0%) | 8 (7,0%)    |
| Афроамериканци    | 0 (0,0%)   | 0 (0,0%)    |
| Азијати           | 0 (0,0%)   | 0 (0,0%)    |
| Хиспаноамериканци | 50 (82,0%) | 106 (93,0%) |
| Укупно            | 61         | 114         |